# Caeruleuptychia brixius
Espèce
Caeruleuptychia brixius est une espèce de papillons de la famille des Nymphalidae et de la sous-famille des Satyrinae et du genre Caeruleuptychia.

## Dénomination
Caeruleuptychia brixius a été décrit par l'entomologiste français Jean-Baptiste Godart en 1824, sous le nom initial de Satyrus brixius.
Synonyme : Euptychia brixiola Butler, 1867.

### Nom vernaculaire
Caeruleuptychia brixius se nomme Brixius Satyr en anglais.

## Description
Caeruleuptychia brixius est un papillon aux ailes translucides au dessus gris clair chez le mâle, beige chez la femelle.
Le revers est blanc grisé ou bleuté chez le mâle, rayé de bandes foncées, avec un très discret ocelle à l'apex des ailes antérieures et aux ailes postérieures une ligne d'ocelles dont les deux proches de l'apex et le gros proche de l'angle anal sont noir  cernés de jaune et doublement pupillés.

## Biologie
Il vole toute l'année.

## Écologie et distribution
Caeruleuptychia brixius est présent au Brésil, au Surinam et en Guyane,.

### Biotope
Caeruleuptychia brixius réside en sous-bois clair de forêt primaire.

### Protection
Pas de statut de protection particulier